# Serica meiguensis
Serica meiguensis är en skalbaggsart som beskrevs av Ahrens 2005. Serica meiguensis ingår i släktet Serica och familjen Melolonthidae. Inga underarter finns listade i Catalogue of Life.